# 多列尼基
50°6′33″N 28°0′53″E / 50.10917°N 28.01472°E
多列尼基（烏克蘭語：Дреники），是烏克蘭北部的村莊，隸屬日托米爾州的日托米爾區。該村面積0.37平方公里，海拔高度247米，2001年人口102，人口密度每平方公里279.45人。